# Johann August Hermann Heylandt
Johann August Hermann Heylandt (* 1799 in Hamburg; † 26. Januar 1865 in Lübeck) war ein deutscher Arzt und Stadtphysicus sowie 1848/49 Bürgerschaftsabgeordneter in Lübeck.

## Leben
Johann August Hermann Heylandt stammte aus einfachen Verhältnissen in Hamburg. Als Apothekerlehrling kam er nach Plön und fiel dort dem Kieler Professor Christoph Heinrich Pfaff auf, der Sekretär des Sanitätskollegium für die Herzogtümer zur durchgreifenden Organisation des Apothekerwesens war. Pfaff nahm Heylandt in sein Labor in Kiel und ermöglichte ihm schließlich zusammen mit Freunden, Humanmedizin zu studieren. Er ging dafür an die Universitäten Halle, Berlin und Kiel und wurde 1827 in Kiel zum Dr. med. promoviert. Seine Dissertation über die chemische Analyse der damals in Europa neuen Radix Caincae, der Wurzel von Chiococca alba widmete er seinem Förderer Pfaff.
Zum 1. April 1827 eröffnete er seine Praxis in Lübeck. Hier wurde er Mitglied im Ärztlichen Verein und in der Gesellschaft zur Beförderung gemeinnütziger Tätigkeit. 1838 hielt er einen Vortrag Über die Notwendigkeit eines Allgemeinen Krankenhauses für Lübeck. 1841 wurde er als Nachfolger von Johann Christian Jeremias Martini zum Stadtphysicus berufen.
Meinungsverschiedenheiten des für sein aufbrausendes Temperament bekannten Heylandt mit der Ärzteschaft führten 1846 zu seinem Austritt aus dem Ärztlichen Verein. 1847 wurde er zum Ehrenmitglied des Apotheker-Vereins in Norddeutschland ernannt.
1848/49 gehörte er der Lübecker Bürgerschaft an.

## Schriften
- Sistens analysin chemicam radicis Caincae. Diss. Kiel 1827
- Ein Fall von Kindestötung, mit Berücksichtigung eines von der medizinischen Fakultät der Friedrich-Wilhelms-Universität in Berlin über denselben abgegebenen Obergutachtens. In: Zeitschrift für die Staatsarzneikunde 1855